# Афанасьєв Генадій Якович
Генадій Якович Афанасьєв (рос. Геннадий Яковлевич Афанасьев; нар. 1 січня 1943 — пом. 10 березня 2003) — радянський футболіст та російський тренер, вситупав на позиції півзахисника.

## Життєпис
Грав у командах першої та другої ліг СРСР «Хімік» Сєвєродонецьк (1966), «Іртиш» Омськ (1968-1969, 1971), «Нафтовик» Тюмень та «Чкаловець» Новосибірськ (1972).
У 1976-1979 — головний тренер команди «Труд» Шевченко. Працював тренером у командах «Торпедо» Тольятті (1980-1981), «Ростсільмаш» Ростов (1987), «Локомотив» НН (1989), «Балтика» Калінінград (1992-1993), «Жемчужина» Сочі (1996, 1998-1999). 22 і 29 травня 1999 року в матчах проти «Аланії» (2:2, в гостях) та «Уралані» (0:0, вдома) відповідно виконував обов'язки головного тренера. У 1997 році — начальник команди «Жемчужина». У 2000-2001 роках — тренер-селекціонер «Чорноморця» Новоросійськ, у 2002 році — тренер-селекціонер «Ростсільмашу».
Помер у березні 2003 року.